# Brillouin-Paradoxon

Thermisch rauschender Widerstand R (strichliert, da rauschend) mit parallel geschalteter Diode D

Das Brillouin-Paradoxon ist ein erstmals 1950 von Léon Brillouin beschriebenes scheinbares Paradoxon der Thermodynamik und stellt ein elektrisches Analogon zur molekularen Ratsche bzw. zum maxwellschen Dämon dar. Das von Brillouin untersuchte System besteht aus einem elektrischen Widerstand und einer Diode in Parallelschaltung. Eine naive Betrachtung würde ergeben, dass das Wärmerauschen des Widerstandes von der Diode nur in einer Richtung erlaubt wird, sodass eine effektive elektrische Spannung abgegriffen werden könnte. Eine solche „Gleichrichtung der Wärmefluktuationen“ wäre ein Weg zur Schaffung eines Perpetuum mobiles zweiter Art, also ein Widerspruch zum Zweiten Hauptsatz der Thermodynamik. Eine Auflösung dieses Widerspruchs ist durch eine eingehendere Analyse möglich, der zweite Hauptsatz gilt demnach uneingeschränkt.

## Lösung mithilfe einer Fokker-Planck-Gleichung
Die Fokker-Planck-Gleichung des Systems über einem Kondensator lautet:
{\displaystyle {\frac {\partial p(u)}{\partial t}}={\frac {\partial }{\partial u}}\left(\left({\frac {1}{R_{1}C}}+{\frac {1}{R_{2}(u)C}}\right)up(u)+\left({\frac {k_{\mathrm {B} }T_{1}}{R_{1}C^{2}}}+{\frac {k_{\text{B}}T_{2}}{R_{2}(u)C^{2}}}\right){\frac {\partial p(u)}{\partial u}}\right)}
{\displaystyle k_{\text{B}}} ist die Boltzmann-Konstante, {\displaystyle C} die Kapazität des Kondensators, {\displaystyle R_{1}} der ohmsche Widerstand, {\displaystyle R_{2}(u)} der spannungsabhängige Widerstand der Diode und {\displaystyle T_{1/2}} die Temperaturen der Bauteile. Die stationäre Lösung dieser Gleichung ist:
{\displaystyle p(u)\varpropto \exp \left(-\int \left({\frac {1}{R_{1}C}}+{\frac {1}{R_{2}(u)C}}\right)u/\left({\frac {kT_{1}}{R_{1}C^{2}}}+{\frac {kT_{2}}{R_{2}(u)C^{2}}}\right)\mathrm {d} u\right)}.
Für gleiche Temperaturen kürzen sich die Widerstände aus, die symmetrische Verteilung {\displaystyle \exp(-Cu^{2}/2kT)} wahrt den Zweiten Hauptsatz. Das gilt insbesondere auch für den Fall einer idealen Diode.
Für verschiedene Temperaturen erhält man tatsächlich eine mittlere Spannung ungleich 0, was aber keinen Widerspruch zum Zweiten Hauptsatz darstellt.